# Resolució 968 del Consell de Seguretat de les Nacions Unides
La Resolució 968 del Consell de Seguretat de les Nacions Unides fou adoptada per unanimitat el 16 de desembre de 1994. Després de prendre nota de les declaracions del  President del Consell de Seguretat i els informes del secretari general Boutros Boutros-Ghali sobre la situació a Tadjikistan, el Consell va establir la Missió d'Observadors de les Nacions Unides al Tadjikistan (UNMOT) i es va dirigir al procés de reconciliació nacional al país.

## Antecedents
Les tensions van començar a la primavera de 1992 després que membres de l'oposició van prendre els carrers en manifestacions contra els resultats de les eleccions presidencials de 1991. Els grups ètnics de les regions de Gharm i Gorno-Badakhxan, que estan insuficientment representades en l'elit governant, es van aixecar contra el govern nacional del president Rahmon Nabiyev, en el que predominaven els elements procedents de les províncies de Leninabad i Kulyab. L'oposició va lluitar sota la bandera de l'Oposició Tadjik Unida que es va demanar ajuda militar als rebels de l'Afganistan.

## Resolució

### Observacions
Hi va haver converses en curs entre el govern i l'oposició a Tadjikistan. Hi va haver un alto el foc temporal en vigor i van ser acordades una extensió de les converses en els acords subscrits a Islamabad i Teheran. Hi va haver un protocol signat en una Comissió Mixta per implementar els acords. La principal responsabilitat de les parts tadjiks era resoldre les seves diferències i que la prestació d'assistència internacional havia d'estar vinculada al procés de reconciliació nacional que incloïa unes eleccions lliures i justes i mesures de confiança. Es va acollir amb satisfacció el compromís d'ambdues parts per resoldre el conflicte. Una força de manteniment de la pau de la Comunitat d'Estats Independents cooperaria amb les forces de pau de les Nacions Unides en la supervisió de l'alto el foc.

### Actes
El Consell de Seguretat va establir llavors la UNMOT, que consta de 40 observadors militars i 18 internacionals i 26 de personal local, amb el següent mandat:
(a) assistir a la Comissió Mixta en l'aplicació dels acords polítics;
(b) investigar i informar sobre les violacions de l'alto el foc;
(c) intervenir amb les parts tadjiks i les forces de manteniment de la pau al país;
(d) donar suport als esforços de l'Enviat Especial del Secretari General de les Nacions Unides;
(e) cooperar en la distribució d'ajuda humanitària.
La missió es va establir per un període inicial de sis mesos, però només s'estendria més enllà del 6 de febrer de 1995 quan les parts hagin ampliat els acords en un alto el foc durador, la reconciliació i la promoció de la democràcia. Tadjikistan va ser convocat a entrar en un Acord d'Estatut de Forces amb les Nacions Unides. El govern de Tadjikistan i l'Oposició Tajik Unida haurien d'arribar a un acord polític el més aviat possible.
Fou benvingut l'alliberament de presoners de guerra el 12 de novembre de 1994 a Khorugh i es va cridar a promoure mesures de creació de confiança. Es va instar l'accés sense restriccions del Comitè Internacional de la Creu Roja als presoners de guerra. Es va demanar a tots els països que cooperessin en el procés de reconciliació de Tadjikistan i proporcionessin assistència humanitària. Es va demanar al Secretari General Boutros Boutros-Ghali que creés un fons al qual es podrien fer contribucions voluntàries.